# Caney (comté de Cherokee, Oklahoma)
Caney est une census-designated place du comté de Cherokee, dans l'État d'Oklahoma, aux États-Unis,. En 2020, elle compte une population de 382 habitants.